# Medalha Comemorativa das Campanhas
A Medalha Comemorativa das Campanhas, criada em 30 de Novembro de 1916 pelo Decreto n.º 2870, em conjunto com a Cruz de Guerra, comemora as campanhas das Forças Armadas Portuguesas fora de Portugal metropolitano, principalmente face ao contexto da entrada portuguesa na I Guerra Mundial. A medalha é atribuída “aos militares que tenham servido em situação de campanha” (Art.º 46.º do Regulamento de 2002).[carece de fontes?]

## Passadeiras
Esta medalha funciona como medalha geral, sendo cada campanha específica indicada pela colocação de uma passadeira na fita, da mais recente acima à mais antiga abaixo.[carece de fontes?] As seguintes passadeiras foram aprovadas:
- Sul de Angola, 1914-1915 (Decreto n.º 2941, 18/1/1917)
- Moçambique, 1897-1898 (Decreto n.º 2965, 1/2/1917)
- Timor, 1912-1913 (Decreto n.º ..., 23/9/1918)
- Moçambique, 1914-1918 (Decreto n.º 5060, 30/11/1918)
- No Mar, 1916-1917-1918 (Decreto n.º 5086, 3/1/1919)
- França, 1917-1918 (Decreto n.º 5400, 12/4/1919)
- Lunda, 1911 (Decreto n.º ..., 14/5/1919)
- Congo, 1914-1915 (Decreto n.º ..., 14/5/1919)
- Defesa Marítima, 1914-1918 (Decreto n.º 5799, 28/5/1919)
- No Mar, 1916-1917-1918 + Defesa Marítima, 1914-1918 (Decreto n.º 5983, 31/7/1919)
- Ocupação do Distrito de Moçambique, 1906-1913 (Decreto n.º 6546, 8/4/1920)
- Cuanza-Sul, 1917-1918 (Decreto n.º ..., 30/4/1920)
- Cuanhama, 1915 (Decreto n.º 7433, 25/6/1920)
- Além-Cunene, 1904 (Decreto n.º 6731, 8/7/1920)
- Satary, 1912 (Decreto n.º 7434, 18/7/1920)
- Bissau, 1915 (Decreto n.º ..., 10/9/1920)
- C.E.L., Defesa Marítima, 1916-1918 + Funchal, Defesa Marítima, 1916-1918 + Ponta Delgada, Defesa Marítima, 1916-1918 (Decreto n.º 1123, 4/3/1921)
- Cabo Verde, 1917-1918 (Decreto n.º 8613, 3/2/1923)
- Dembos, 1918-1919 (Decreto n.º 8791, 1/5/1923)
- Lunda, 1922-1923 (Decreto n.º ..., 12/7/1924)
- Lunda, 1920 (Decreto n.º 10442, 31/12/1924)
- Congo, 1918 (Decreto n.º 15026, 13/1/1928)
- Norte de Angola (anos civis desde 15/3/1961) (Decreto n.º 19683, 4/2/1963)
- Guiné (anos civis desde 1/3/1963) (Decreto n.º 20564, 7/5/1964)
- Moçambique (anos civis desde 1/8/1965) (Decreto n.º 21941, 6/4/1966) (ver foto em cima)
- Angola (anos civis desde 23/12/1966) (Decreto n.º 22838, 21/8/1967) (extingue a legenda Norte de Angola)
- Afeganistão 2008[1] (Decreto n.° ..., ...)
- Somália / África 2009-2013 (Combate à Pirataria) (Decreto n.° ..., ...)
- Kosovo 2012-2013 (Decreto n.° ..., ...)
- República Centro-Africana 2012-2019 (Guerra Civil) (Decreto n.° ..., ...)

Conforme indica o Art.º 6.º do Regulamento específico a esta medalha, publicado a 18 de Janeiro de 1917, a medalhas das Campanhas vinha também em ligação directa à Medalha Rainha Dona Amélia, que desde 1902, servia como medalhas geral de campanhas. Todas as passadeiras que foram aprovadas para esta última poderiam ser usadas na nova medalha.

## Desenho
O desenho, desde 2002, é o seguinte:
- Anverso: emblema nacional rodeado de um listel circular com a legenda «CAMPANHAS E COMISSÕES ESPECIAIS DAS FORÇAS ARMADAS PORTUGUESAS», em letras de tipo elzevir, maiúsculas, a legenda cercada de duas vergônteas de louro, frutadas e atadas nos topos proximais com um laço largo; encimando este conjunto, uma coroa mural de cinco torres.[carece de fontes?]

- Reverso: disco tendo, na parte superior, uma Bandeira Nacional; sobrepostas a ela, e medindo quase todo o diâmetro, as figuras de um soldado do Exército, à dextra, um soldado da Força Aérea, ao centro, e um marinheiro da Armada, à sinistra, de pé e firmados num pedestal; o disco rodeado da legenda «ESTE REINO É OBRA DE SOLDADOS», frase de Joaquim Augusto Mouzinho de Albuquerque na sua carta ao Príncipe Real D. Luís Filipe, em letras de tipo elzevir, maiúsculas, num listel circular, rematado inferiormente por um laço largo; encimando este conjunto, uma coroa mural idêntica à do anverso.[carece de fontes?]

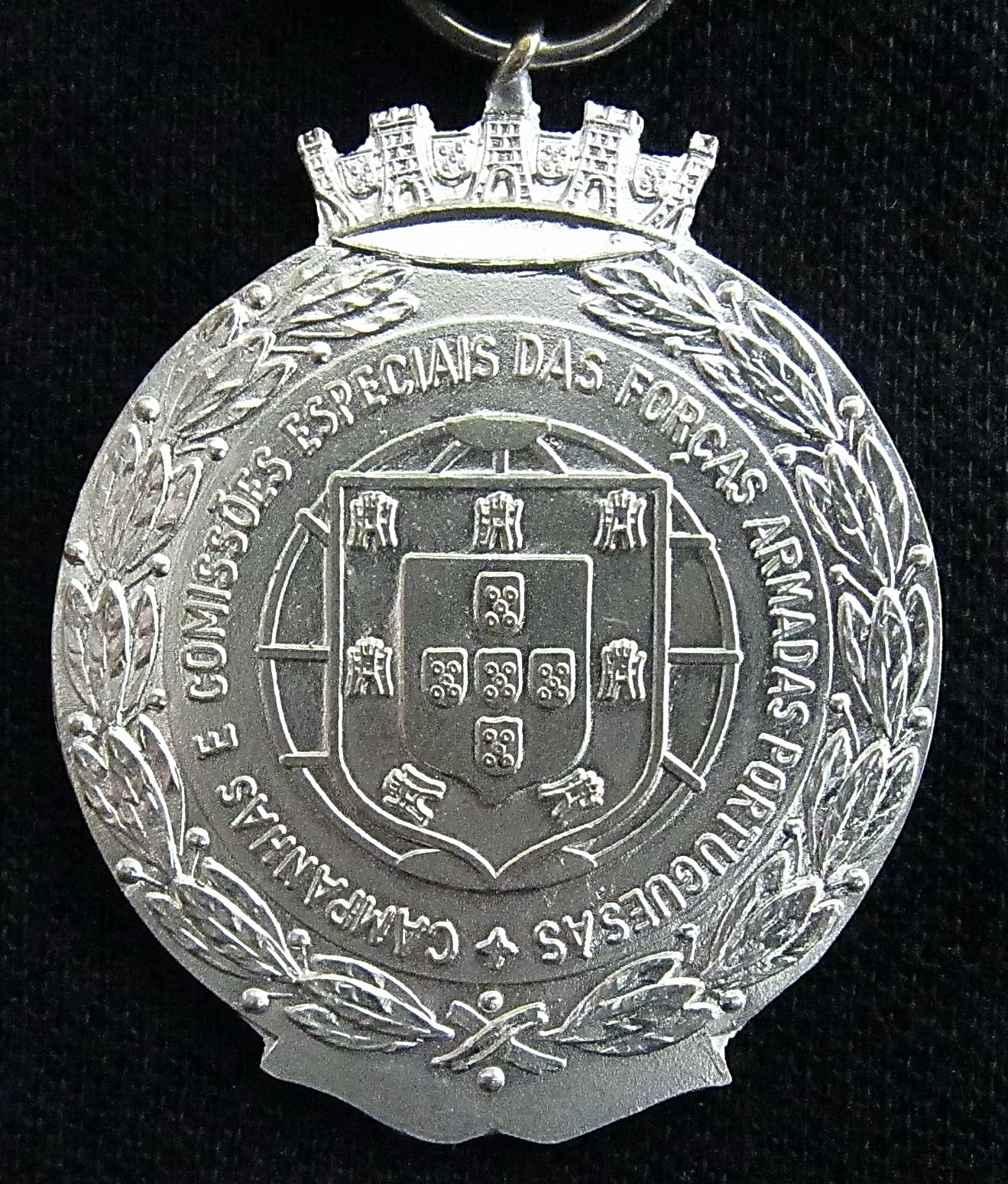
Medalha Comemorativa das Campanhas. Detalhe - Anverso
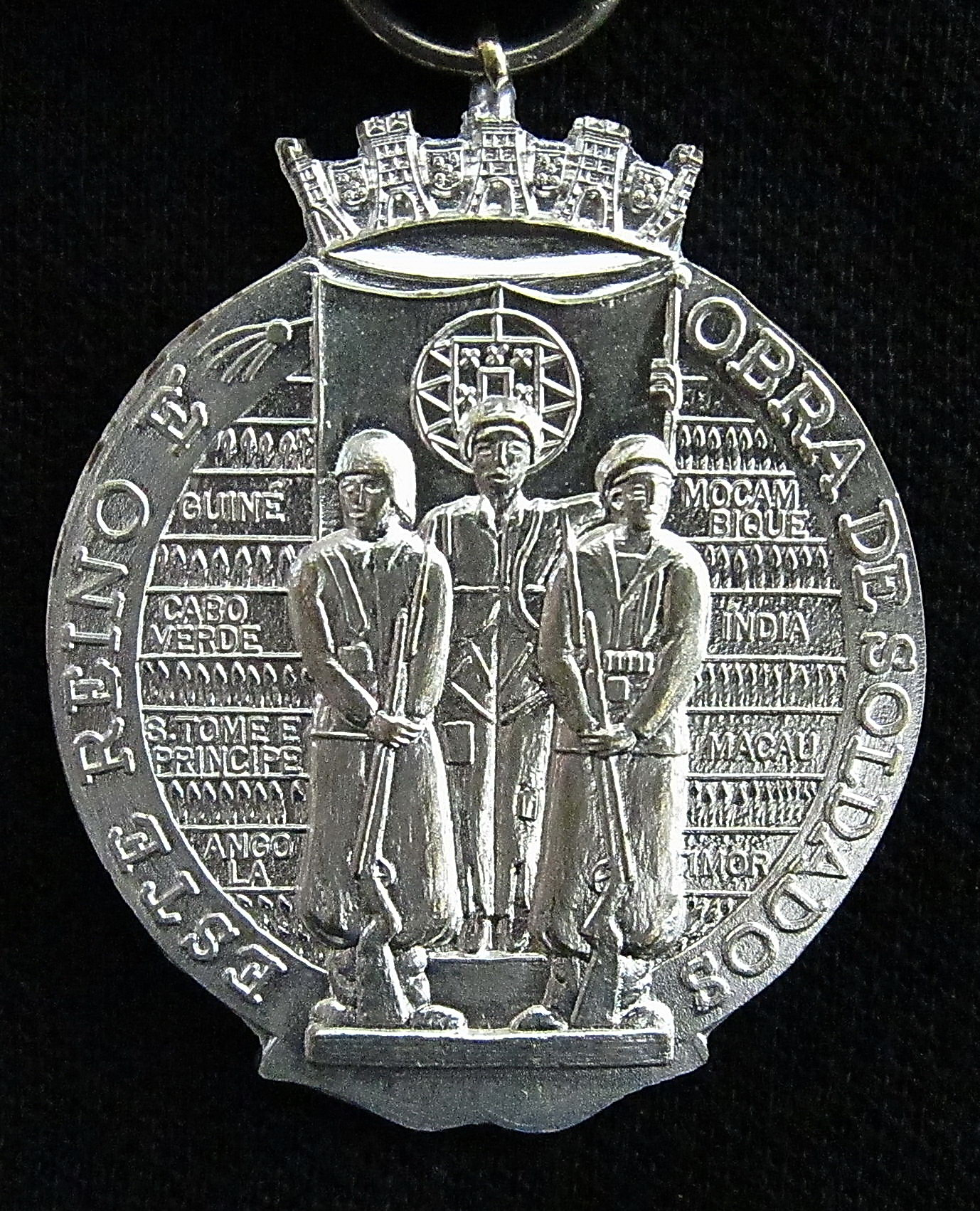
Medalha Comemorativa das Campanhas. Detalhe - Reverso